# DDR-Meisterschaft im Straßenrennen 1986
Die DDR-Meisterschaft im Straßenrennen 1986 fand am 14. Juni in Schleiz in Thüringen statt und wurde als Eintagesrennen ausgetragen.

## Strecke
Das Straßenradrennen führte über einen Kurs, der aus 20 Runden bestand. Ausgetragen wurde das Meisterschaftsrennen auf dem Schleizer Dreieckkurs. Diese Strecke war 167,8 Kilometer lang und es war die 38. Austragung der Meisterschaft.

## Rennverlauf
82 Radrennfahrer aus den Sportclubs der DDR sowie aus mehreren Betriebssportgemeinschaften (BSG) waren am Start, darunter alle Fahrer der DDR-Nationalmannschaft. In der 11. Runde entstand eine Spitzengruppe von neun Fahrern, die bis zum Ziel nicht mehr eingeholt wurde. Drei Kilometer vor dem Ziel waren noch fünf Fahrer zusammen, nachdem insbesondere Uwe Ampler und Uwe Zeidler versucht hatten, allein wegzukommen. Nach dem Zielsprint musste die Zielkamera herangezogen werden, um den Sieger festzustellen. Olaf Ludwig hatte knapp gewonnen und seinen ersten Titel im Einerstraßenfahren gewonnen.
25 Fahrer erreichten das Ziel.

## Ergebnis
|     | Fahrer           | Verein                           | Zeit (h)       |
| --- | ---------------- | -------------------------------- | -------------- |
| 01. | Olaf Ludwig      | SG Wismut Gera                   | 4:21:04        |
| 02. | Uwe Ampler       | SC DHfK Leipzig                  | gleiche Zeit   |
| 03. | Wolfgang Lötzsch | BSG Motor Ascota Karl-Marx-Stadt | gleiche Zeit   |
| 04. | Hardy Gröger     | ASK Vorwärts Frankfurt (Oder)    | gleiche Zeit   |
| 05. | Hans Matern      | SC Dynamo Berlin                 | gleiche Zeit   |
| 06. | Jan Gloßmann     | SC Cottbus                       | + 0:13 Minuten |
| 0 … |                  |                                  |                |

## Weblink
- DDR-Meisterschaft im Straßenrennen 1986 in der Datenbank von Radsportseiten.com